# ماجرای خوابگاه ۳
ترانسیلمانیا یا ماجرای خوابگاه ۳ (به انگلیسی: Transylmania) یک فیلم کمدی ترسناک آمریکایی محصول سال ۲۰۰۹ به کارگردانی دیوید و اسکات هیلنبراند و نویسندگی مشترک پاتریک کیسی و جاش میلر است. این فیلم در باکس آفیس ضعیف ظاهر شد و آن را به یکی از بزرگترین شکست‌های سال ۲۰۰۹ تبدیل کرد.

## داستان
گروهی از دانشجویان که در کشور رومانی درس می‌خوانند متوجه می‌شوند که اگر پارتی گرفتن آنها را نکشد، خون‌آشام‌ها حتماً باعث کشتن آنها می‌شود.

## انتشار فیلم
این فیلم در نوامبر ۲۰۰۸ در بازار فیلم آمریکا توزیع شد و در فوریه ۲۰۰۹ در بازار فیلم اروپا به نمایش درآمد. بر خلاف قسمت قبلی ماجرای خوابگاه ۲ (۲۰۰۶) که به صورت فیلم ویدئویی منتشر شد. این فیلم در ۴ دسامبر ۲۰۰۹ در ۱۰۰۷ سالن اکران شد. دی‌وی‌دی این فیلم در ۲۷ آوریل ۲۰۱۰ منتشر شد.

## تولید
این فیلم به‌طور کامل در رومانی، قلعه کوروین در سال ۲۰۰۷ فیلمبرداری شد.

## باکس آفیس
این فیلم یک فاجعه بزرگ باکس آفیس بود و افتتاحیه بسیار ضعیفی داشت، با تنها ۲۶۳۹۴۱ دلار از ۱۰۰۷ سینما در رتبه ۲۱ قرار گرفت و سومین بدترین افتتاحیه فیلم از سال ۱۹۸۲ برای فیلم‌هایی که در بیش از ۶۰۰ سالن اکران شدند و بدترین افتتاحیه تاریخ در زمان برای افتتاحیه فیلم در بیش از ۱۰۰۰ سالن سینما داشت و تبدیل به بمب گیشه شد.